# Porto di Catanzaro
Il porto di Catanzaro è lo scalo marittimo di Catanzaro, capoluogo di regione della Calabria. Sito nel quartiere Lido della città, viene usato principalmente a scopi turistici. Si compone di un molo foraneo e di uno di sottoflutto.
Secondo la classificazione nazionale dei porti italiani, quello di Catanzaro è un porto di seconda categoria e terza classe, ai sensi della legge 86/94.

## Storia
I lavori per la costruzione del porto della città di Catanzaro iniziarono negli anni sessanta, salvo poi interrompersi per decenni. A partire dagli anni settanta, il quartiere marinaro fu soggetto a periodiche mareggiate che distrussero il vecchio lungomare. Tali eventi, verificatisi anche in concomitanza con i lavori, potrebbero esser stati causati anche dagli stessi, i quali potrebbero aver causato una deviazione delle correnti, costringendo alla costruzione di un muro di cemento armato a protezione dell'abitato.
Il termine per le operazioni di completamento dell'infrastruttura, strategica in quanto unica nel suo genere nel tratto di costa di oltre 100 chilometri fra Roccella Jonica e Le Castella, fu fissato inizialmente nel 2003 e successivamente nel dicembre 2007 e nel luglio 2008, subendo notevoli ritardi e slittamenti anche a causa dell'attività distruttiva del mare.
I lavori per il completamento del porto si sbloccano nel 2016, dopo oltre trent'anni di immobilismo. Nel mese di agosto dello stesso anno vengono installati i pontili galleggianti per l'ormeggio delle imbarcazioni da diporto, in uso dal mese di ottobre.
Nel mese di febbraio del 2017 vengono inaugurati il nuovo tratto di lungomare fronte porto e il nuovo ampio piazzale a servizio del porto, che ospita, a partire dall'estate dello stesso anno, l'importante kermesse cinematografica dedicata alle opere prime e seconde del "Magna Grecia Film Festival".
Nel mese di luglio del 2019 la Polizia e la Capitaneria di Porto sequestrano i pontili installati due anni prima a causa di irregolarità nelle procedure di collaudo, apponendo i sigilli a 38 dei 40 pontili installati. Nonostante tutto gli stessi rimangono aperti e fruibili da parte degli affittuari.
Il 20 ottobre 2019 viene presentato il progetto definitivo del porto, che prevede, fra l'altro, la costruzione di un circolo nautico, l'installazione di una gru, una torre di controllo, un molo, l'installazione di nuovi pontili, varie opere di restyling alle attrezzature già presenti e l'aumento dei posti barca fino a un numero di 400. Il progetto prende spunto dallo scalo di Barcellona.

## Caratteristiche
- Superficie totale = 76.000 m²
- Superficie avamportuale = 9.800 m²
- Superficie bacino interno = 67.000 m²
- Superficie a terra = 48.000 m²